# 三角洲阿耶骨鮡
三角洲阿耶骨鮡，為輻鰭魚綱鯰形目骨鮡科的其中一種，為熱帶淡水魚類，分布於亞洲緬甸伊洛瓦底江下游流域，體長可達4.6公分，棲息在泥底質、具有潮汐作用的河川底層水域，以無脊椎動物為食，生活習性不明。